# Olar
Olar é uma cidade  localizada no estado norte-americano de Carolina do Sul, no Condado de Bamberg.

## Demografia
Segundo o censo norte-americano de 2000, a sua população era de 237 habitantes.
Em 2006, foi estimada uma população de 218, um decréscimo de 19 (-8.0%).

## Geografia
De acordo com o United States Census Bureau tem uma área de
2,0 km², dos quais 2,0 km² cobertos por terra e 0,0 km² cobertos por água. Olar localiza-se a aproximadamente 73 m acima do nível do mar.

## Localidades na vizinhança
O diagrama seguinte representa as localidades num raio de 16 km ao redor de Olar.